# NGC 336
NGC 336 est une galaxie irrégulière située dans la constellation de la Baleine. NGC 336 a été découverte par l'astronome américain Francis Leavenworth en 1885.

## Caractéristiques
Sa vitesse par rapport au fond diffus cosmologique est de 5 202 ± 50 km/s, ce qui correspond à une distance de Hubble de 76,7 ± 5,4 Mpc (∼250 millions d'al).
NGC 336 renferme des régions d'hydrogène ionisé.

## Identification

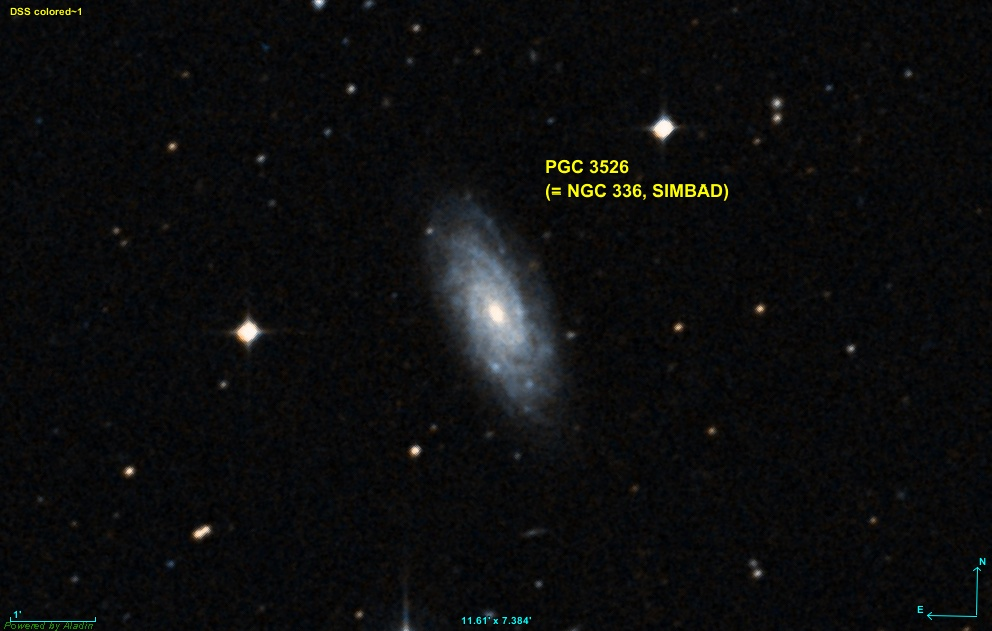
Selon Simbad NGC 336 est la galaxie PGC 3526.

NGC 336 est fort probablement la galaxie PGC 3470. La base de données Simbad lui préfère PGC 3526. La base de données NASA/IPAC identifie NGC 336 à PGC 3470 ainsi que celle de SEDS, dans la section de Wolfgang Steinicke. Les caractéristiques de NGC 336 décrites dans cet article sont celles de PGC 3470.